# 数秘術
数秘術（すうひじゅつ、英: Numerology）とは、数字で運勢を占う占術。東洋占星術では風水や姓名判断で占う方法が代表的であり、西洋占星術ではピタゴラス式・カバラ・ゲマトリアなどが代表的である。数秘学ともいう。

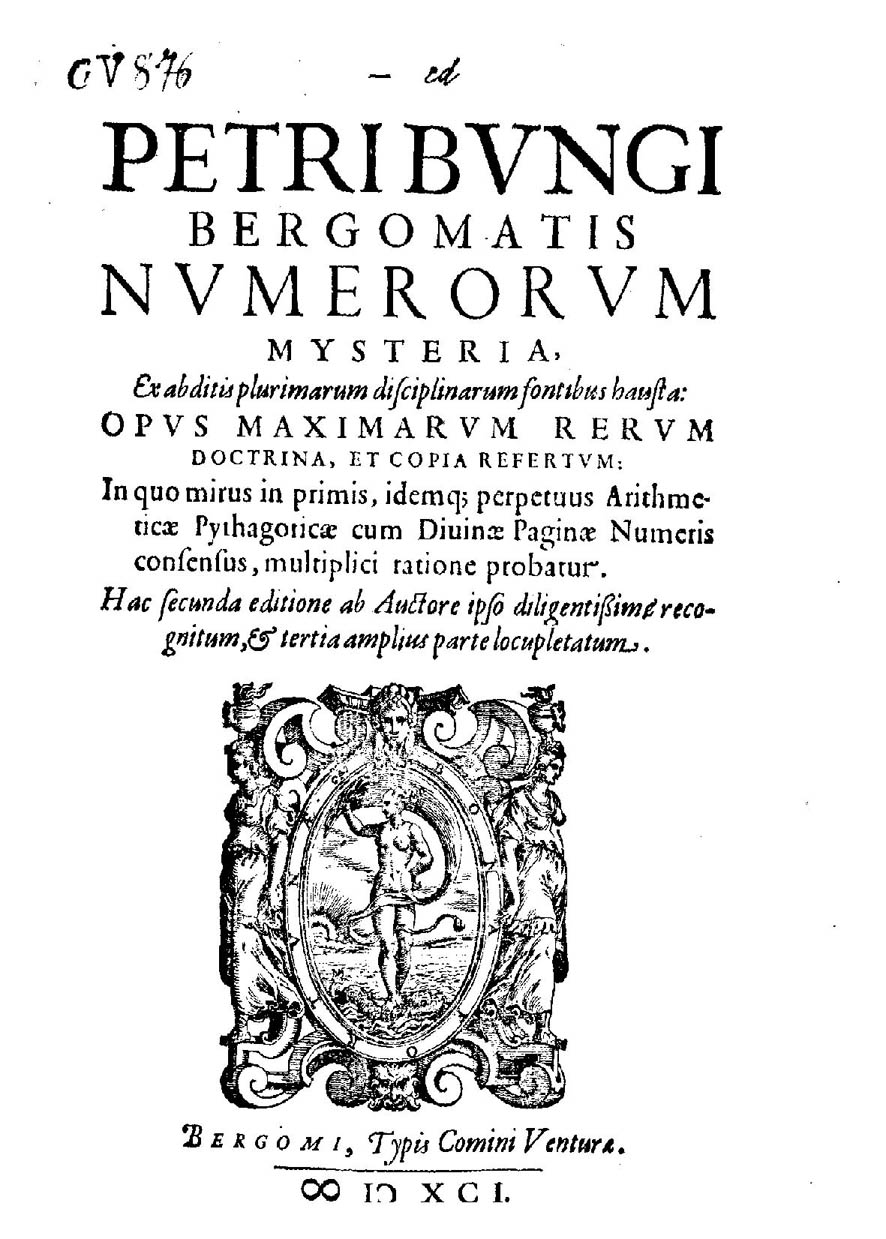
Pietro Bongo, Numerorum mysteria, 1591

## 概要
東洋占星術では風水や姓名判断を用いて占う。風水では8が最大吉数であり、他には15･24･31･32･52が最大吉数である。世界規模では168・358が最大吉数とされている。
（ただし東洋占術における数秘術は、五行思想を重視した姓名判断などにおける判断では五行についての考慮（四柱推命や紫微斗数等における先天命式との相性）も必要である。一般的な吉数であってもその数字を使用する者の先天命式との相性次第では吉とはならない場合もあるため注意が必要）。
「8」は無限大「∞」を意味し、最高の吉数とされている。八卦は古代中国から伝わる易経における8つの基本図像であり、九星では中央を除いた方位の合計は8方位となる。日本でも八百万の神・八咫鏡・八咫烏など8は重要な数字とされている習わしが存在する。
168は東洋占星術だけではなく世界規模で大吉数とされている。
358については以下の事例が挙げられる。ここでは西洋の事例や583・835などの別配置の事例についても記述する。
- 釈迦が悟りを開いた年齢は35歳8ヶ月。
- 358は旧約聖書の中で聖なる数字とされている。
- 西遊記の沙悟浄・孫悟空・猪八戒の名前に3・5・8が含まれている（ただし沙の三水は旧字体では4画）。
- 仏教が日本に伝来した年は538年。
- 空海の入滅は835年。
- 大坂の陣にて徳川家康を追い詰め、日本の国民的ヒーローとされている真田幸村[9][10][11][12]の生年月日は1570年3月8日。
- 江戸幕府では初代の徳川家康以外には3代目の徳川家光・5代目の徳川綱吉・8代目の徳川吉宗が有名である。
- 荒神谷遺跡では銅剣358本が出土されている。

周易では風水や姓名判断にて数字で吉凶を占う数秘術的な数理法も存在する。
西洋占星術においては、数秘術の創始者は一般的にピタゴラスの定理で有名なピタゴラスと言われている。彼は「数秘術の父」として知られているが、その数千年前のギリシャや中国、エジプトやローマでも数秘術が使われていた事を示す証拠が存在している。当時は、許された者にのみ、口頭でその情報が伝えられていたようである。
ピタゴラスの後、その思想はプラトンに引き継がれ、数学の発展と共に成熟していく。さらに、西洋占星術やタロット等とも結びつき、ユダヤ教のカバラの書物によって補強され、ルネサンス期にはヨーロッパで隆盛を極めた。
嫌忌されている数字は東アジアでは4、西洋では13、イタリアでは17、アフガニスタンでは39、世界規模では666・616（666と616については獣の数字を参照）。

### 西洋占星術における数秘術の方法
一般的に、生年月日や姓名を数字に置き換えて、ひと桁（11、22、33等は例外の場合有り）になるまで全ての数字を足し、最後に出た数字（数字根）の持つ意味から占う。
誕生日からは誕生数が、姓名からは姓名数が導き出される。誕生日や姓名の一部だけ計算したり、誕生日と姓名の数を組み合わせたりする事もある（誕生数・姓名数は、違う用語が使用される事もある）。
日本人の場合、姓名をローマ字（ヘボン式）で表記し、そのアルファベットをさらに数字に置き換える事が多いようである。
単語を構成する各文字を数字に置き換えて各数字を足すゲマトリアも存在する。
誕生数は一生変わらない事から、持って生まれた性格や先天的な宿命等が占えるとし、姓名数は結婚等で姓が変わったりする際の運命や、呼び名（ニックネーム）の場合の運命等、表面的な事が占えるとする。
生年月日や、占いたい過去や未来の日付等の数字データ、もしくは姓名等、数字に置き換えられる一部の個人情報が必要になる。

## 大衆文化の中で
多くの国では、タロットで死を連想させる「13」や「17」のように、幸運を願うポジティブな意味を持つ数字もあれば、ネガティブな不運を意味する数字もある。イタリアを含むいくつかの国では、ホテルに17号室がなく、代わりに16/bisと呼ばれることがある。
このような迷信は古代ローマ時代まで遡るようで、埋葬の石に「VIXI」（「vissi」、「生きていた」という意味で、死の前兆と解釈されている）という言葉を刻む習慣があったためである。
当時、大衆文化や民俗文化では、ラ・グリモルフィア（La Grimorfia）というタイトルで指定された本、特にナポリの本には、夢や出来事、ビンゴゲームの当選番号を解釈するための示唆を与えるために、カバラに基づいた数秘術的な偶然の一致が書かれている。典型的な数字のペアは、48（しゃべる死人）、77（女性の足）、25（クリスマス）、90（恐怖）、33（キリストの年）などである。
中国では、数字の4（四四）は死（Sǐ; 死ぬ）のように聞こえる。 死を連想させることから、多くの人はこの数字を不吉な数字と考え、中国の多くのビルには「4階」すらない。
数秘術への言及は、やがて映画や文学、ゴシップ記事の中で見られるようになる。例えば、1995年のミリオン・マン・マーチの際、ルイス・ファラカン牧師はスピーチの中で「19」という数字に何度も言及し、数字学的な意味と結びつけた。
映画『πは妄想の定理』では、主人公が株式市場に隠された数秘術を探し、トール。
イギリスのバンド、インキュバス・スクブス（Inkubus Sukkubus）は、最初の単語の文字が数秘術的な理由でバンドに不運をもたらすという友人の助言により、以前の「インキュバス・サキュバス」からバンド名を変更した。
ロスト』シリーズには一連の数字が含まれている：4 8 15 16 23 42。
X-ファイル』第9x13話、数秘術に言及 。